# Leptolalax pluvialis
Espèce
Statut de conservation UICN

 DD  : Données insuffisantes
Leptolalax pluvialis est une espèce d'amphibiens de la famille des Megophryidae.

## Répartition
Cette espèce est endémique du Viêt Nam. Elle se rencontre sur le mont Phan Xi Păng dans la province de Lào Cai. Sa présence est incertaine au Yunnan en République populaire de Chine.

## Description
L'holotype de Leptolalax pluvialis, un mâle adulte, mesure 22 mm. Cette espèce a la face dorsale brun gris avec un motif brun foncé. Sa face ventrale est grise avec des marbrures gris foncé.

## Étymologie
Son nom d'espèce, du latin pluvialis, « pluvial, de pluie », lui a été donné en référence au fait que les trois premiers spécimens ont été collectés sous une forte pluie.

## Publication originale
- Ohler, Marquis, Swan & Grosjean, 2000 : Amphibian biodiversity of Hoang Lien Nature Reserve (Lao Cai Province, northern Vietnam) with descriptions of two new species. Herpetozoa, vol. 13, p. 71-87 (texte intégral).